# Stefan Feinig
Stefan Feinig (* 1987 in Klagenfurt am Wörthersee) ist ein österreichischer Schriftsteller. Als Kärntner Slowene schreibt er in den beiden Landessprachen Slowenisch und Deutsch.

## Leben und Werk
Stefan Feinig ist zweisprachig aufgewachsen und besuchte die zweisprachige Volksschule in Feistritz im Rosental (Rož). Danach war er bis 2005 im Bundesgymnasium für Slowenen in Klagenfurt (Celovec). Im Jahr 2006 begann er mit den Studien Publizistik, Kommunikationswissenschaften, Anglistik und Amerikanistik an der Alpen-Adria-Universität in Klagenfurt. Später wechselte er zum Studium der Philosophie.
Stefan Feinig schreibt Lyrik, Prosa und Essays in deutscher und slowenischer Sprache. Sein literarisches Debüt veröffentlichte Feinig im Jahre 2015 mit dem Erzählband Banalitäten des Wahnsinns. In zehn Kurzgeschichten nähert er sich verschiedenen, miteinander verflochtenen Konstellationen des Banalen und des Wahnsinns. Inspiriert von wahren Ereignissen versucht der Autor, in jeder dieser Erzählungen die gemeinsamen Dynamiken dieser nur scheinbar gegensätzlichen Erscheinungen herauszuarbeiten.
Ende 2016 erschien der Anti-Kriminalroman Das wilde Schaf, der sich durch intertextuelle Parodie auszeichnet. 2018 folgte im Hermagoras Verlag die zweisprachige (slowenisch-deutsche) Veröffentlichung des experimentellen Lyrikprojekts rob krožnika in obzorje / Horizont und Tellerrand, in dem psychische und physische Erfahrungen aus der Gastronomie thematisiert werden. Der Originaltext in slowenischer Sprache wurde vom Autor selbst ins Deutsche übertragen.
Im Frühjahr 2021 erschien das literarisch-experimentelle Poem 374 in zweisprachiger Ausgabe (deutsch-slowenisch). In diesem „epischen Langgedicht“ wird das fragile Menschsein in einer neoliberalen Welt thematisiert – in einer Sprache, die als „nüchtern-aggressiv“ beschrieben wird. Inspiriert von dem marxistisch bzw. kommunistisch geprägten Philosophen und Autor Alain Badiou versteht auch Feinig in diesem Werk „Poesie als Mittel zum Aufruhr, zur Empörung, um Missstände aufzuzeigen“, wie Evelyn Bubich in ihrer Rezension für das Literaturhaus Wien schreibt.
2022 erschien die slowenische Erzählung Vampirji svetlobe („Vampire des Lichts“). Inspiriert von Georges Bataille erzählt dieser experimentelle Text von der Suche nach einer Transgression der alltäglichen Benommenheit und Empfindungslosigkeit in einer neoliberalen, postmodernen Welt. 2024 veröffentlichte Feinig das Epos Made in China. Wie Ghassan Seif-Wiesner schreibt, wirft Feinig in diesem Werk „einen eindringlichen Blick auf die oft unsichtbaren Menschen hinter den Produkten, die unseren Alltag dominieren. Die grausame Realität der Produktionslogik spielt dabei eine ebenso bedeutende Rolle wie die eindringliche introspektive Darstellung der Menschen, die unter diesen grausamen Bedingungen leben müssen.“

## Auszeichnungen
- 2017: Kärnten wortwörtlich! – Koroška v besedi! - Erster Platz: Prosa in deutscher Sprache[8]
- 2018: Andrej Šuster-Drabosnjak (slowenischer Literaturwettbewerb) - Zweiter Preis[9]
- 2019: Förderungspreis für Literatur des Landes Kärnten[10]
- 2020: Hermagoras/Mohorjeva-Preis für slowenischsprachige Literatur[11]
- 2021: Hohenemser Literaturpreis für den literarischen Essay The ever-living ghost - a new kind of landscape[12][13]
- 2022: Preis des Zentralverbandes slowenischer Organisationen für slowenische Lyrik[14]
- 2024: Feldkircher Lyrikpreis - Publikumspreis[15]

## Literarische Werke
- Banalitäten des Wahnsinns, Malandro Verlag, Klagenfurt 2015, ISBN 978-3-902973-20-7
- Das wilde Schaf, Malandro Verlag, Klagenfurt 2016, ISBN 978-3-902973-28-3
- rob krožnika in obzorje / Horizont und Tellerrand, Mohorjeva založba/Hermagoras Verlag, Klagenfurt 2018, ISBN 978-3-7086-1019-1
- 374, Mohorjeva založba/Hermagoras Verlag, Klagefurt 2021, ISBN 978-3-7086-1142-6
- Vampirji svetlobe, Mohorjeva založba/Hermagoras Verlag, Klagenfurt 2022, ISBN 978-3-7086-1232-4
- Made in China, Mohorjeva založba/Hermagoras Verlag, Klagenfurt 2024, ISBN 978-3-7086-1290-4
- Der apokalyptische Bullshit in postfaktischen Zeiten – ein Versuch über die Ära Trump, Der Wolf Verlag, Wolfsberg 2025, ISBN 978-3-903354-71-5